# Teorema del panino al prosciutto

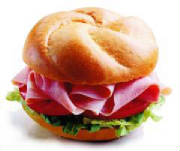
Un panino al prosciutto (nel caso particolare con una foglia di lattuga)

Il teorema del panino al prosciutto, noto anche come teorema di Stone-Tukey (dai nomi di Marshall Stone e John Wilder Tukey), afferma che dati n oggetti in uno spazio n-dimensionale – di forme, dimensioni e posizioni qualsiasi – esiste sempre almeno un iperpiano (n-1)-dimensionale, in grado di bisecarli tutti simultaneamente. Si tratta di un importante risultato topologico noto anche come corollario al teorema di Borsuk-Ulam.
Il teorema del panino al prosciutto non va confuso con il teorema del sandwich, in Italia noto come teorema dei due carabinieri, che riguarda lo studio dei limiti di funzioni.

## Origine del nome
Il teorema prende nome dal problema della bisezione del volume di un panino al prosciutto, ci troviamo dunque nel caso in cui n = 3, ossia in tre dimensioni, e abbiamo esattamente tre oggetti, ossia due fette di pane e una fetta di prosciutto: è possibile dividere un panino al prosciutto con un solo taglio netto in modo che la fetta di pane inferiore, la fetta di prosciutto e la fetta di pane superiore siano simultaneamente tagliate esattamente a metà? Il teorema dimostra che ciò è possibile.

## Altri casi particolari

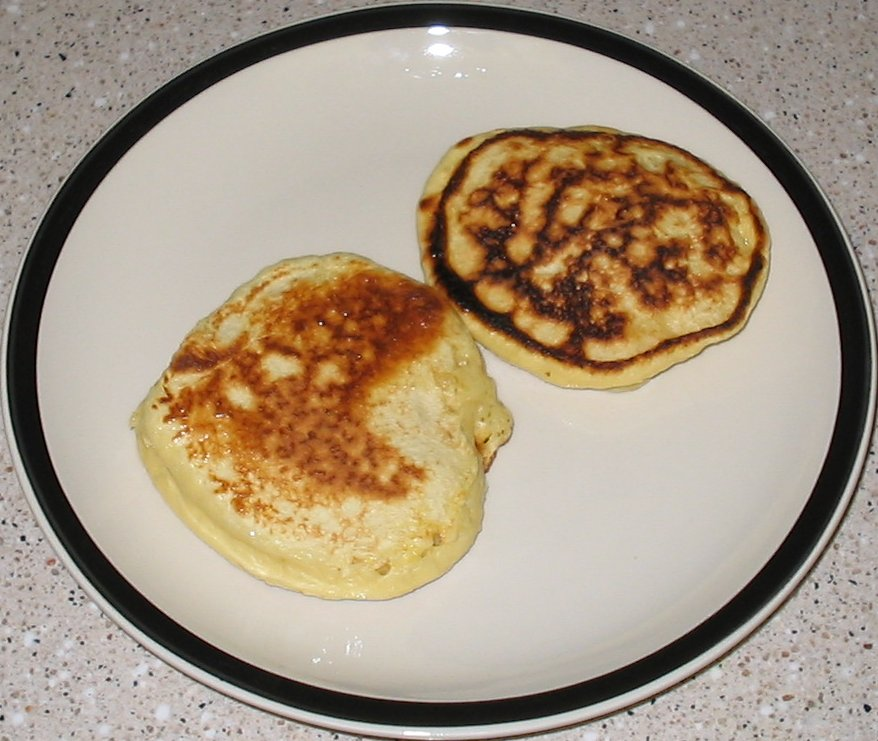
Il taglio simultaneo di due frittelle, trascurandone lo spessore, può essere considerate un'approssimazione del caso bidimensionale del teorema

In due dimensioni l'enunciato prende il nome di "teorema delle frittelle", il cui oggetto è la bisezione simultanea di due frittelle infinitamente sottili su un piatto utilizzando un singolo taglio retto: si tratta di dimostrare l'esistenza di una retta (la linea di taglio) in grado di dividere in aree uguali due qualsiasi figure piane, nel nostro caso le due frittelle. Il teorema non dice quale deve essere la linea di taglio (o l'iperpiano nel caso di generalizzazione a più dimensioni) che deve essere seguita, si limita a dimostrarne l'esistenza: stabilire quale essa sia può essere molto complicato.
Gli oggetti n-dimensionali da considerare non devono per forza essere connessi: per esemplificare questo fatto esiste una variante del teorema denominata "teorema del panino al prosciutto e formaggio", che ancora si riferisce al caso in cui n = 3 e i tre oggetti considerati sono:
1. una fetta di prosciutto
2. una fetta di formaggio (o una foglia di lattuga)
3. due fette di pane, da considerare come un singolo oggetto disconnesso.

È possibile trattare le due fette di pane come un singolo oggetto, perché il teorema richiede soltanto che la porzione su ciascun lato del piano vari con continuità al movimento del piano nello spazio tridimensionale. In questo caso è ancora possibile bisecare il panino in questione in modo tale che ciascuna metà contenga la stessa quantità di pane, formaggio e prosciutto; a differenza del "teorema del panino al prosciutto" (senza formaggio) va tenuto presente che ciascuna fetta di pane, presa singolarmente, potrebbe non essere bisecata esattamente perché il teorema garantisce solamente la presenza della stessa quantità di pane tra le due parti del panino.